# 454 km (Karelia)
454 km (ros. 454 км, krl. 454 km) – przystanek kolejowy w miejscowości Kondopoga, w rejonie kondopożskim, w Karelii, w Rosji. Położony jest na linii Wołchow - Murmańsk.